# Henrik Skadelår
Henrik Skadelår (Skatelar) även kallad för Henrik den halte, född 1090 och död 4 juni 1134, var en dansk prins.
Han var sonson till Sven Estridsson och skall enligt traditionen ha spelat uppviglarens roll vid Magnus Nielsens mord på Knut Lavard. Henrik deltog senare på Magnus sida i Slaget vid Foteviken och stupade. Genom sitt giftermål med Inge den äldres beryktade sondotter Ingrid Ragnvaldsdotter hade Henrik förbindelser med Sverige, och hans ena son Magnus Henriksson var svensk tronkrävare och kung 1160-1161. Han var även far till Buris Henriksen.